# Gnomidolon humerale
Gnomidolon humerale là một loài bọ cánh cứng trong họ Cerambycidae.